# デザートイーグル
デザートイーグル（英: Desert Eagle）は、アメリカ合衆国ミネソタ州のミネアポリスにあるM.R.I.リミテッド社が発案し、イスラエル・ミリタリー・インダストリーズ社（IMI）とマグナムリサーチ社が生産している自動拳銃である。意味は英語で「砂漠の鷲」。現在、IMI社の小火器部門は半独立状態になり、IWI社（IWI）に社名を変更している。

## 歴史
回転式拳銃に使用される.357マグナム弾を使用するMark.Iが1979年に開発・発売され話題となったが、.357マグナム弾の細長い形状とリムド（有起縁）薬莢のために、5、6回に1回程度の割合で排莢不良や次弾装填不良が発生し、評判は芳しくないものだった。
その後発売された.44マグナム版では、薬莢が太くなったこともあって作動が良好となり、人気が上昇。Mark.VIIより追加されたリムレス（無起縁）薬莢を用いる.50AE版で大口径マグナム自動拳銃としての地位を確立し、その後、1995年に.440 Cor-Bon弾を使用するモデルが追加された更なる改良型のMark.XIXが登場した。
.50AEは、発売当時、最強の威力を持つ拳銃用弾薬とされており、現在でも一般販売される自動拳銃用弾薬としては最大級の威力を持つ。

## 特徴
強力なマグナム実包を安全に使用するため、自動拳銃では珍しいガス圧作動方式(ショートストロークピストン方式)を採用している。.357マグナム版、.41マグナム版、.41AE版、.440CB版、.44マグナム版、.50AE版が存在し、.50AE版は自動式拳銃の中では世界最高の威力を持つ弾薬を扱える。バレル、マガジン、ボルトを変更する事で口径変更も容易に行える。
.50AE版は50口径（0.5インチ）と表記されるが、使用弾薬である.50AE弾の弾頭径は0.54インチとなっている。S&W M500の使用弾薬の弾頭径0.492インチを上回り、拳銃用弾薬としては最大径となる。
発射された弾丸の運動エネルギーは、AK-47などに使用されている7.62x39mm弾と同等であり、NIJ規格レベルIIのボディアーマーを貫通する能力を持っている。
銃身上部にはマウントレールを装備しており、スコープ、ドットサイト、レーザーサイト等の光学機器の搭載が可能なため、スポーツ射撃や狩猟での運用にも対応している。
そのため、現在はこの種の超大型拳銃を使用した「メタリック・シルエット」（動物の形に打ち抜かれた鉄板を撃ち倒す）などの射撃競技が隆盛を見せ、拳銃による狩猟が認められているアメリカの一部地方では狩猟用としても使用されている。価格は$1,249-、日本円に（1ドル=120円を前提で）換算すると約15万円程度と、拳銃としては比較的高価なものとなっている。

### 外観

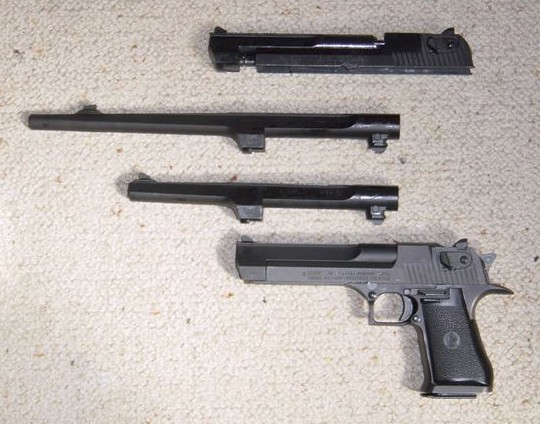
上から、通常分解時の銃身とスライド・14インチ銃身・10インチ銃身・標準の6インチ銃身を装着した銃本体。モデルMark.VII

.50AE版は全長269mm、全高149mm、重量2,053gであり、通常の6インチモデルの他に10インチ、Mark.VIIには14インチの長銃身型も存在する。この中で、6インチモデルと10インチモデルは現在も市販されているが、Mark.VIIの14インチモデルは1999年に生産が中止された。
全長の長い弾を使用することもあってグリップは前後に長いが、マグナムオートの一種でカービン弾を使用するオートマグIIIなどと比べれば、グリップの前後幅は短い。銃の外観前半を占める銃身は固定式であり、ガス圧により作動するボルト、スライド部の重量は見た目より小さい。
銃本体の大きさゆえに、安全装置やスライドストップなどの操作が片手では行いにくいといった点が指摘されることもある。

### 威力と反動

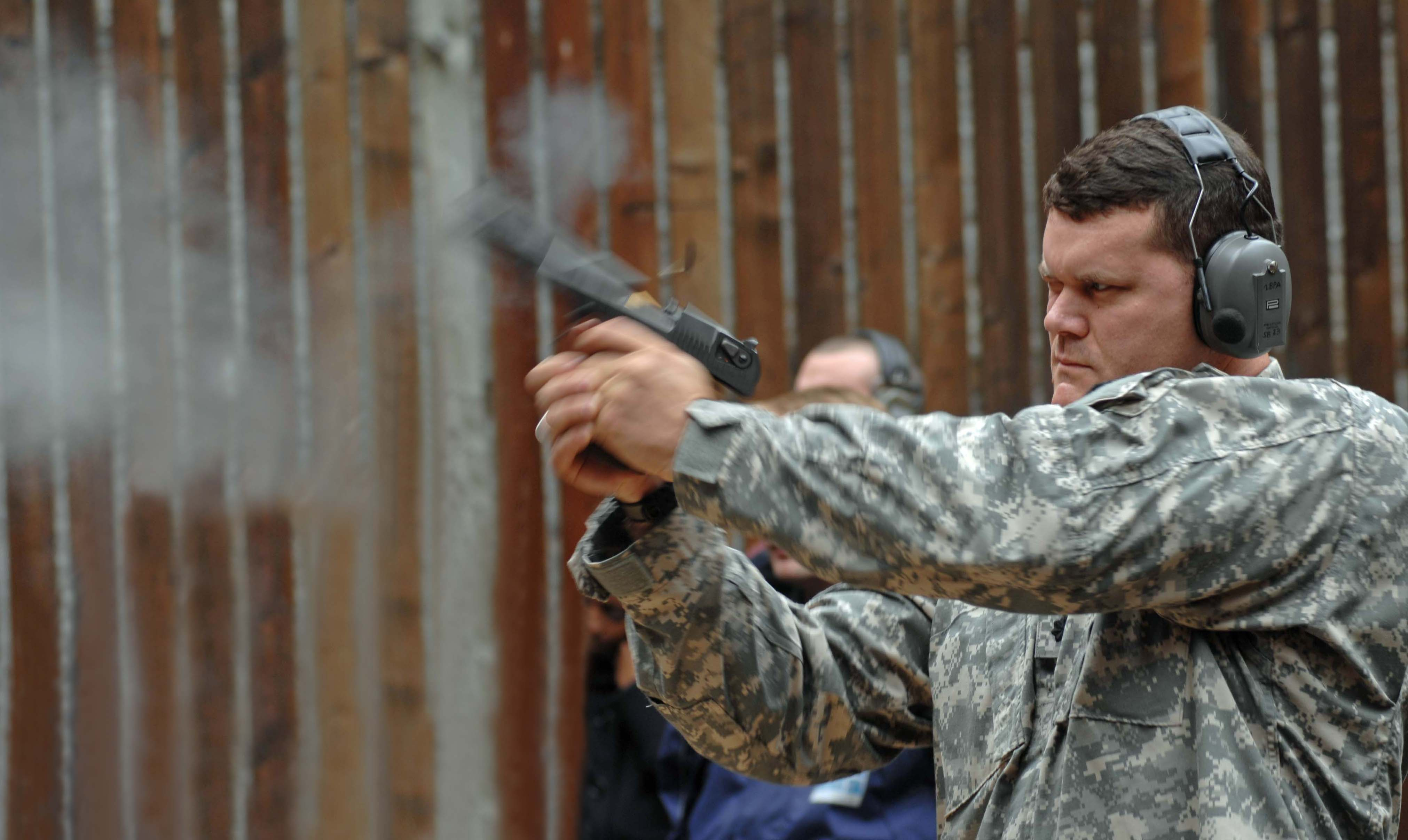
.44マグナム弾モデル発射時の様子

マグナムにありがちな「小柄な人間や女性・子供が撃つと肩の骨が外れる」など誇張した表現がまま見受けられるが、射撃姿勢や扱い方の影響が大きい。姿勢を崩すと腕力が強くてもバランスを崩しやすく事故の原因となるが、逆に非力な人物でも正しい姿勢ならば、デザートイーグルを撃つことは可能である。
射撃時の反動は非常に大きいが、銃自体の質量も大きく、ボルトやスライドの後退動作によって、射手への反動の伝達が遅延され体感される反動は同種の弾薬を使用する回転式拳銃に比べれば小さい。
自分に向かって突っ込んで来る自動車に1発撃ち込むだけで止められるなど、.50AE弾や.44マグナム弾の威力は誇張して描かれることがあるが、実際には自動車のエンジンなどの厚い鋼鉄製の物体は、フルサイズ小銃弾クラスのエネルギーで徹甲弾を撃ち込まなければ貫通できない。

### 機構

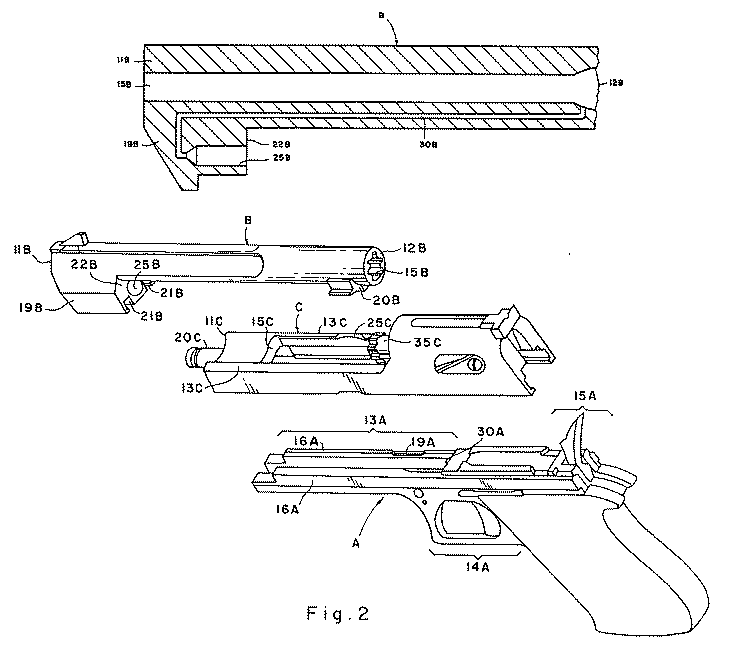
デザートイーグルのガス・オペレーテッド機構。発射ガスが30Bの小穴から前方の25Bへ導かれ、20Cのピストンを押し戻してスライド一式を後退させる。

撃発方式はシングル・アクション（初弾は撃鉄を先に起こしておかないと撃てない）のみ。当初、マグナムリサーチ社はガス・アクチュエーテッド機構での運用を考えていたが、これはうまくいかなかった。その後IMI社は自動小銃などで使用されるガス圧作動方式、その中でもボルトグループの重量が小さく、体感反動の少ないショートストロークピストン方式を、閉鎖機構にはロータリー・ボルトロッキング方式を採用した。同方式の採用によりブローバック方式等と同様に射撃時に銃身が固定され、優れた命中精度を持つこととなった。
しかし、ガスチューブの開口部が後ろを向いているため、発射ガスと共に不完全燃焼した火薬の燃え滓などが射手の顔面を直撃する問題がある。
当初のMark.Iの.357マグナム版で見られた作動不良は.357マグナム弾の細長い形状とリムド（有起縁）薬莢のために発生していたが、現在では薬室加工時のテーパーを変更したことで改善されている。
.357マグナムモデルでは通常のライフリングをもつ銃身を装備していたが、.44モデルからはポリゴナル・ライフリングと呼ばれる、よれたタイプのライフリングが使用されている。現在では.357マグナムモデルもポリゴナル・ライフリングを使用している。ポリゴナル・ライフリングは軍用小銃の銃身を大量生産するために開発された製法であり、射撃後の掃除が楽という利点がある。